# Complexe militaro-industriel
Pour les articles homonymes, voir CMI.

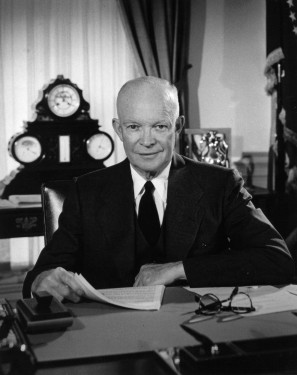
Dwight David Eisenhower, président des États-Unis de 1953 à 1961.
Son discours de fin de mandat, prononcé le 17 janvier 1961 et retransmis via la télévision américaine, reste connu sous le nom de Military-Industrial Complex Speech (lien vers Wikisource).
Extrait : Dans les conseils du gouvernement, nous devons prendre garde à l'acquisition d'une influence illégitime, qu'elle soit recherchée ou non, par le complexe militaro-industriel. Le risque d'un développement désastreux d'un pouvoir usurpé existe et persistera.

L'expression « complexe militaro-industriel » (CMI) désigne l'ensemble constitué par l'industrie de l'armement, les forces armées et les décideurs publics d'un gouvernement, et le jeu de relations complexes (lobbying) entre ces trois pôles destiné à influencer les choix publics.
Le terme apparaît pour la première fois dans un manifeste pacifiste de 1914. Sa popularisation remonte cependant à son emploi en 1961 par le président des États-Unis Dwight D. Eisenhower, qui avertissait ses compatriotes des dangers d'une trop grosse influence des industriels liés au département de la Défense. Son discours intervenait également dans un contexte marqué par la course aux armements liée à la guerre froide.
Le complexe militaro-industriel est aujourd'hui un élément décisif de l'effort de guerre. Il correspond à une approche plutôt quantitative de la quête d'une victoire, reposant pour bonne part sur la puissance industrielle, donc la capacité à produire, dans le temps imparti, davantage d'équipements adéquats.

### Allemagne

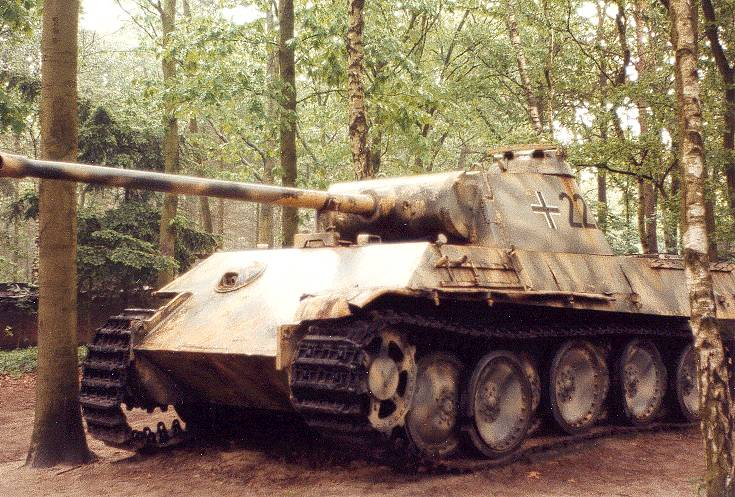
Un Panzer, le symbole de la puissance militaire allemande durant la Seconde Guerre mondiale.

## Seconde Guerre mondiale

### États-Unis et URSS

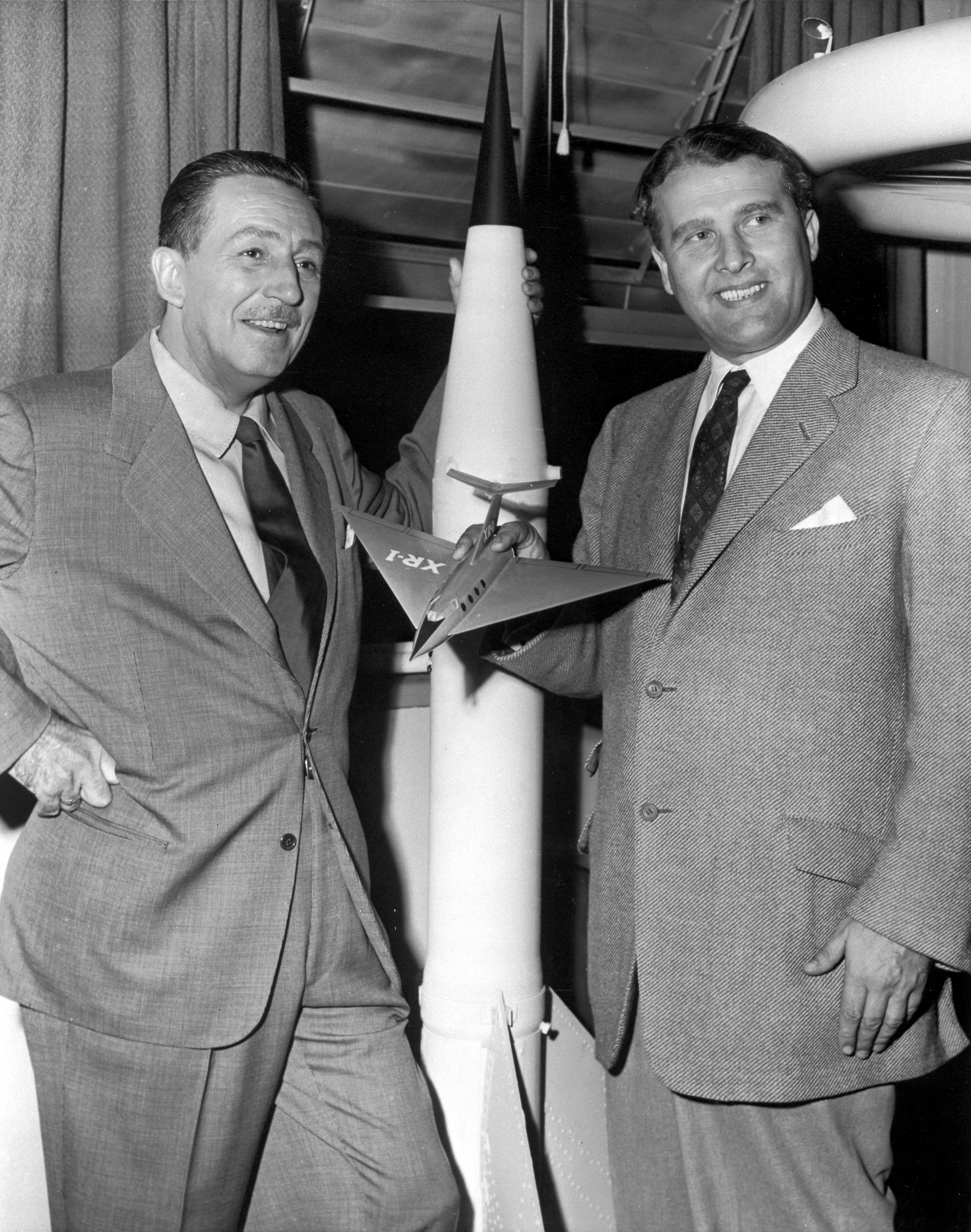
Le producteur Walt Disney et Wernher von Braun posant pour trois films de vulgarisation sur le programme spatial américain, visant à sensibiliser le public américain pendant la guerre froide.
Pendant la Seconde Guerre mondiale, Walt Disney avait déjà participé à la promotion de l'effort de guerre par de telles productions.

Les Américains et les Soviétiques n'ont pas développé une telle suprématie sans que l'histoire n'en montre l'efficacité. Au crépuscule de la Seconde Guerre mondiale, en Europe et dans le Pacifique, il a fallu étudier les ramifications industrielles, militaires et internationales de chaque belligérant vaincu afin de démanteler le potentiel de refondation de sa puissance militaire.
Après l'avoir identifié pour le démanteler, les Américains vainqueurs à l'Ouest provoquèrent une « fuite des cerveaux » pour assurer au travers du Joint Intelligence Objectives Agency le développement aérospatial au cours de la guerre froide qui s'annonçait : l'exemple de Wernher von Braun en Dr Folamour est emblématique de ces associations liées à la raison d'État qui pourraient paraître idéologiquement contre nature.
Dans une logique d'opposition des deux blocs, elle trouve sa justification : en effet le Département 7 créé par Staline s'emparait au même moment de tous les matériels et documents intéressants, ainsi que de nombreux ingénieurs.

### Japon

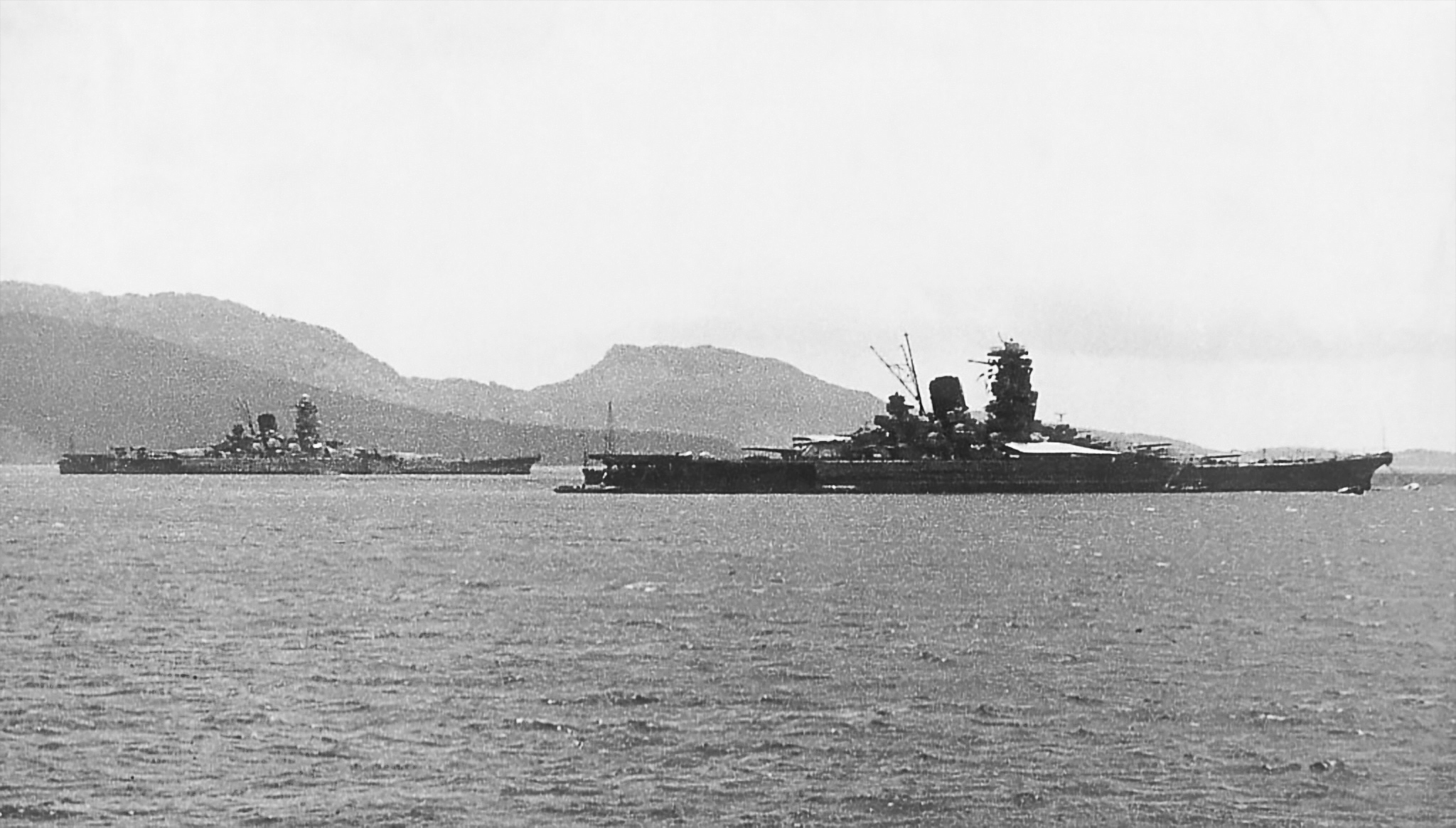
Les cuirassés jumeaux Yamato et Musashi à l'ancre aux îles Truk ont été les plus puissants du monde.

Le complexe militaro-industriel japonais était basé sur de grandes entreprises comparables au modèle colbertiste dans leur fondation : les zaibatsus.

Le Japon après son ouverture sur le monde est devenu en quelques décennies le pays le plus industrialisé d'Asie au début du XXe siècle en copiant les méthodes du monde occidental et s'est lancé dans l'impérialisme nécessitant de puissantes forces armées capables de rivaliser avec les autres grandes puissances. De par sa géographie, la construction navale était extrêmement développée. La recherche de ressources naturelles pour alimenter l'industrie était à l'origine des guerres contre la Chine et son invasion des territoires en Asie-Pacifique durant la guerre du Pacifique.

### Yougoslavie
Le complexe militaro-industriel yougoslave pouvait satisfaire tous les besoins en matériels de l’armée yougoslave, elle exportait même environ 30 % de sa production, ce qui la positionnait dans les dix plus grands producteurs mondiaux d’armements. À cette époque, 56 complexes industriels et environ un millier de sous-traitants constituaient l’industrie de l’armement yougoslave. 44 % des capacités de production étaient en Serbie, 42 % en Bosnie-Herzégovine, 7,5 % en Croatie et le restant dans les autres républiques et régions.
La JNA avait des infrastructures modernes avec des bases aériennes et centres de contrôle souterrains. Le plus grand et le plus connu était l’aérodrome militaire de Željava Zeljava airport (en) à Bihać en Bosnie-Herzégovine. Abandonné en 1992 lors du retrait de la JNA, celui-ci fut détruit à l'aide de 56 tonnes d'explosifs.

## Période moderne

### États-Unis

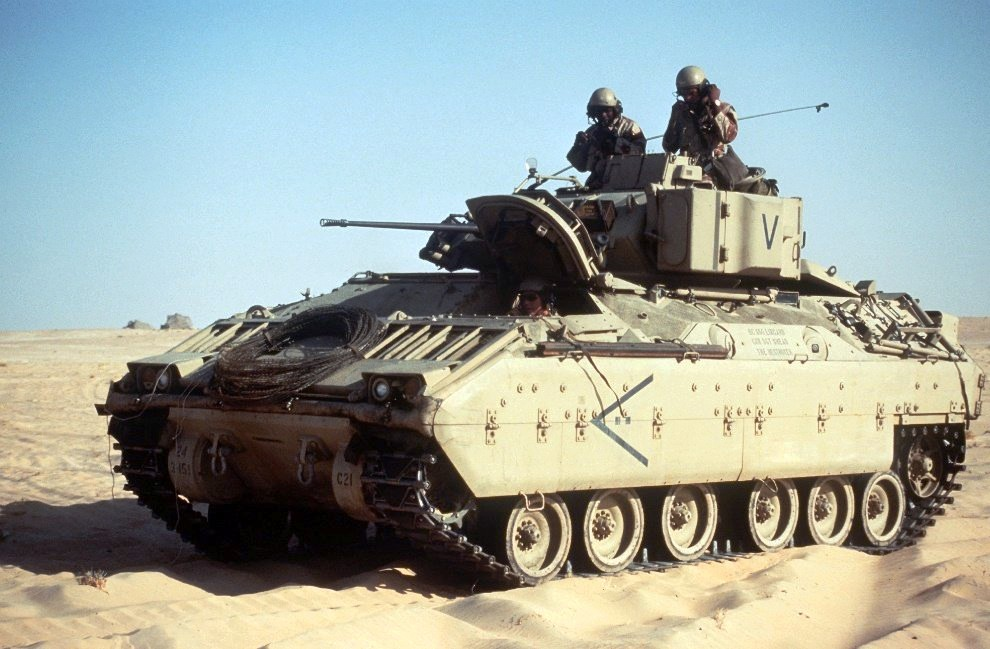
L'entreprise United Defense qui fabrique le véhicule de combat d'infanterie M2 Bradley, était dans le portefeuille du Groupe Carlyle, et figure explicitement sur son site Web.
Le film Fahrenheit 9/11 de Michael Moore cite cette association. United Defense a été rachetée depuis par BAE Systems.

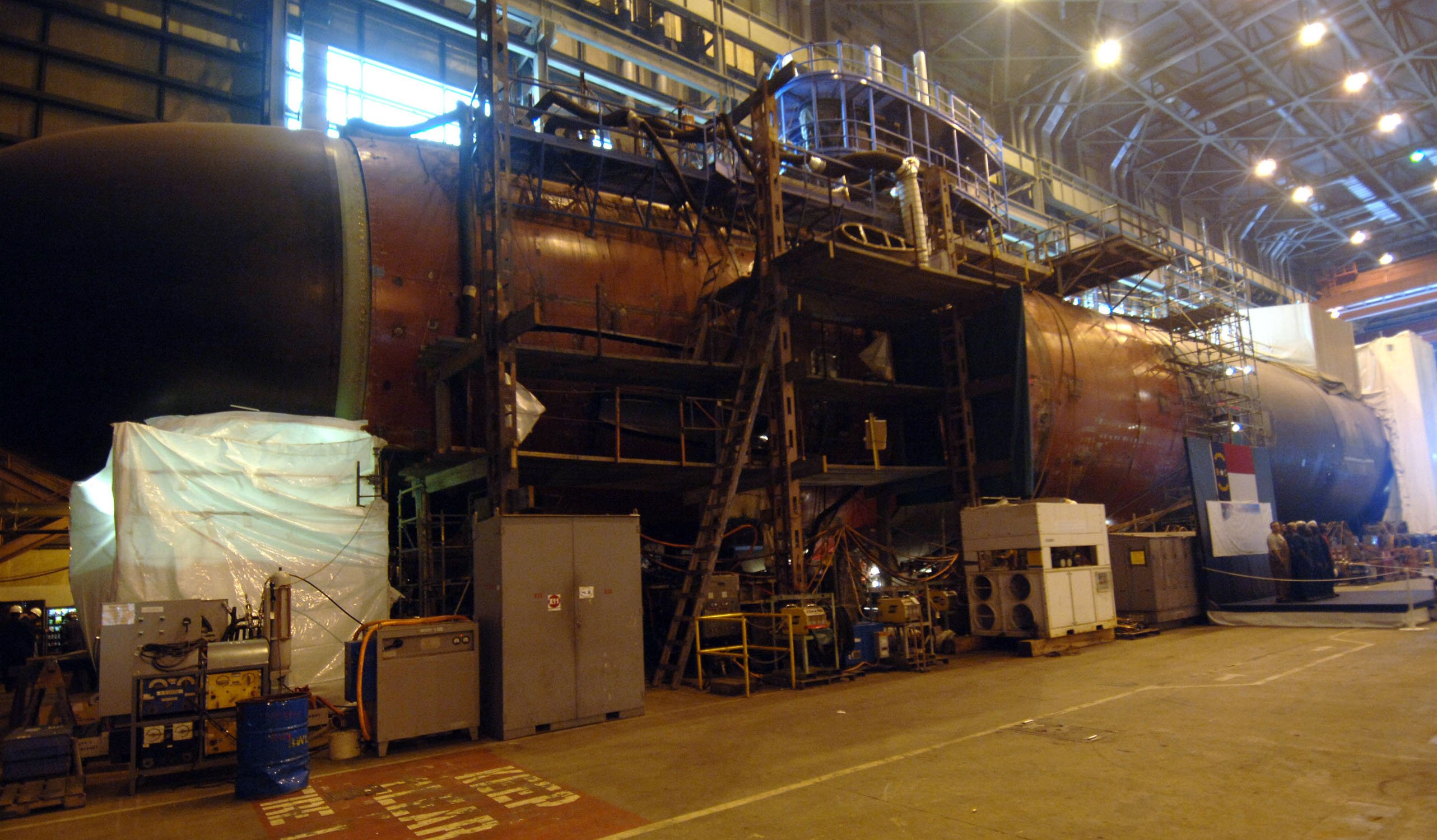
Construction du sous-marin nucléaire d'attaque de sur le chantier naval Northrop Grumman de Newport News.

On désigne aussi le complexe militaro-industriel comme le « Triangle de fer », un groupe de pression composé des chefs militaires et de diverses agences gouvernementales, des responsables des industries de l'armement et des parlementaires des commissions sur la Défense. L'ensemble des interactions façonne l'évolution de l'armée américaine par l'intermédiaire du passage des contrats de défense.
Malgré un budget de la Défense aux États-Unis de nouveau en hausse depuis le début du XXIe siècle, les derniers grands programmes d'armement du CMI de ce pays ne représentent plus qu'une fraction de ce qu'ils furent au plus fort de la guerre froide. Si l'on peut considérer le président Eisenhower, par la citation de son discours reproduit à droite, comme critique du complexe militaro-industriel vis-à-vis de son emprise sur les libertés publiques en démocratie, plus tard, pendant la période de la guerre froide, se sont illustrées des personnalités influentes, émanant du monde universitaire ou de la recherche industrielle, tels Henry Kissinger et Herman Kahn, qui se sont faits les avocats d'un emploi des moyens militaires.
De nombreuses prestigieuses entreprises fournissant la défense ont fusionné ou ont simplement disparu, tel North American. Des seize sociétés fabriquant des avions militaires en 1940, seuls trois sont encore en fonction en 2008.
De 1 300 000 salariés en 1989, le secteur est tombé à 547 400 à la fin de 2003. Au cours de la même période, le montant des acquisitions a été réduit de 30 % (seulement 70 milliards de dollars US en 2003) tandis que le nombre de militaires passait de 2,2 millions à 1,4 million.
En 2004, le budget de la Défense (hors sécurité intérieure) représentait 3,3 % du PNB contre 6,5 % en 1984 (la France consacrait alors 4,2 % de son PNB à sa défense).
Le gigantisme du budget accordé au domaine de la Défense aux États-Unis (environ 1/5 du budget fédéral en 2005) reflète l'emprise de ces contractants sur la scène politique depuis les années 1960, ce qui a donné lieu à de nombreuses controverses dans le débat public. En effet, les dépenses publiques dans ce domaine sont un facteur considérable de soutien à la croissance du pays, mais aussi un frein à l'amélioration des performances concurrentielles des entreprises qui vivent des mannes de ce juteux marché protégé.
Aux États-Unis, les conseils d’administration de la plupart des grands groupes médiatiques comprennent des représentants des industries de l’armement. Ainsi, le New York Times, CBS, et le Washington Post ont compté au sein de leurs conseils d’administration d'anciens secrétaires à la Défense. Certains analystes évoquent ainsi un « complexe militaro-médiatique » et posent la question de l'indépendance de la presse.

### Union soviétique, puis Russie

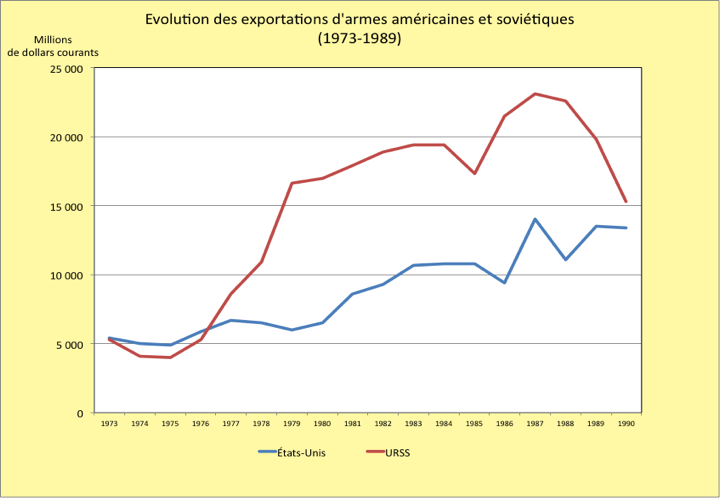
Exportations d'armements des États-Unis et de l’URSS entre 1973 et 1989 en milliards de dollars courants.

Le CMI soviétique représentait entre 1985 et 1990 :
- plus de 14 millions d'employés ;
- 80 % de l'industrie ;
- 6 000 entreprises ;
- plus de 50 % du produit national brut.

L'industrie de défense proprement dite absorbait 20 % du revenu national, 8 % du produit intérieur brut et 47 % des dépenses publiques pour les besoins de l'Armée rouge.
La production soviétique d’armes était la plus importante du monde. En 1981 : 2 500 chars dans quatre usines, 3 500 pièces d'artillerie, 1 700 avions de combat, 750 hélicoptères, 9 sous-marins, 475 missiles balistiques (IRMB, ICBM).
Une dizaine de « villes secrètes » étaient directement gérées par l'État dont cinq situées dans l'Oural, mais les plus grands centres du CMI sont Moscou, Léningrad et Ekaterinbourg.
En ce qui concerne les armements nucléaires, l'URSS, grâce à l'espionnage industriel et aux efforts entre autres des chercheurs de l'Institut panrusse de recherche scientifique en physique expérimentale a maintenu la parité avec les États-Unis jusqu'aux années 1970.
Ses forces armées totalisèrent cinq millions de combattants d'active et 25 millions de réservistes entraînés. L'Armée rouge fut totalement motorisée et constamment rééquipée en fonction de l'innovation technologique, en chars, canons, véhicules de transport et systèmes de communication. Elle disposa de la plus grande flotte aérienne de tous les temps, de la plus grande flotte de sous-marins nucléaires du monde, et dans les années 1980 d'une flotte de navires de surface largement supérieure en tonnage à celle des États-Unis, à l'exception des porte-avions.
Après la dissolution de l'URSS et l'apparition de républiques indépendantes, le CMI fut très fortement réduit. Il tire maintenant l'essentiel de ses revenus de l'exportation et des rénovations des équipements des forces armées russes.
Le CMI russe est revenu, depuis 2002 environ, à l'avant-scène de la stratégie globale de la Russie, aussi bien dans le plan politique qu'économique. Si, durant la guerre froide, l'URSS livrait à prix coûtant et même gratuitement de nombreux matériels aux « pays frères », la Russie le vend désormais à des pays en mesure de payer comme la Chine, l'Inde et l'Iran. Ses armes sont beaucoup moins chères mais accusent un certain retard technologique; commercialisées par l'agence Rosoboronexport, elles attirent même des pays alliés des États-Unis tels que la Grèce, la Corée du Sud ou les Émirats arabes unis.

### République populaire de Chine

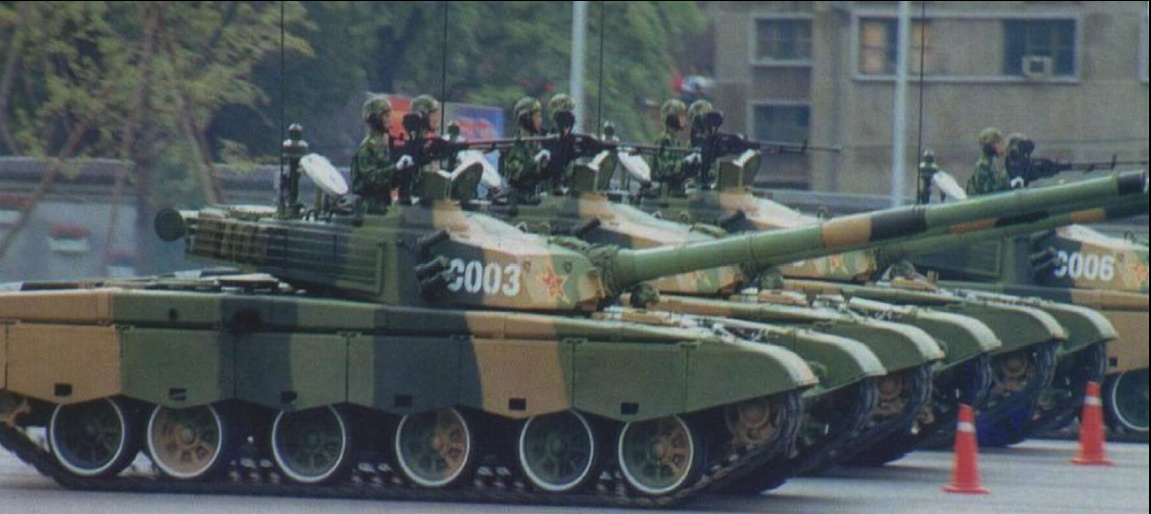
Parade de char Type 99 chinois.

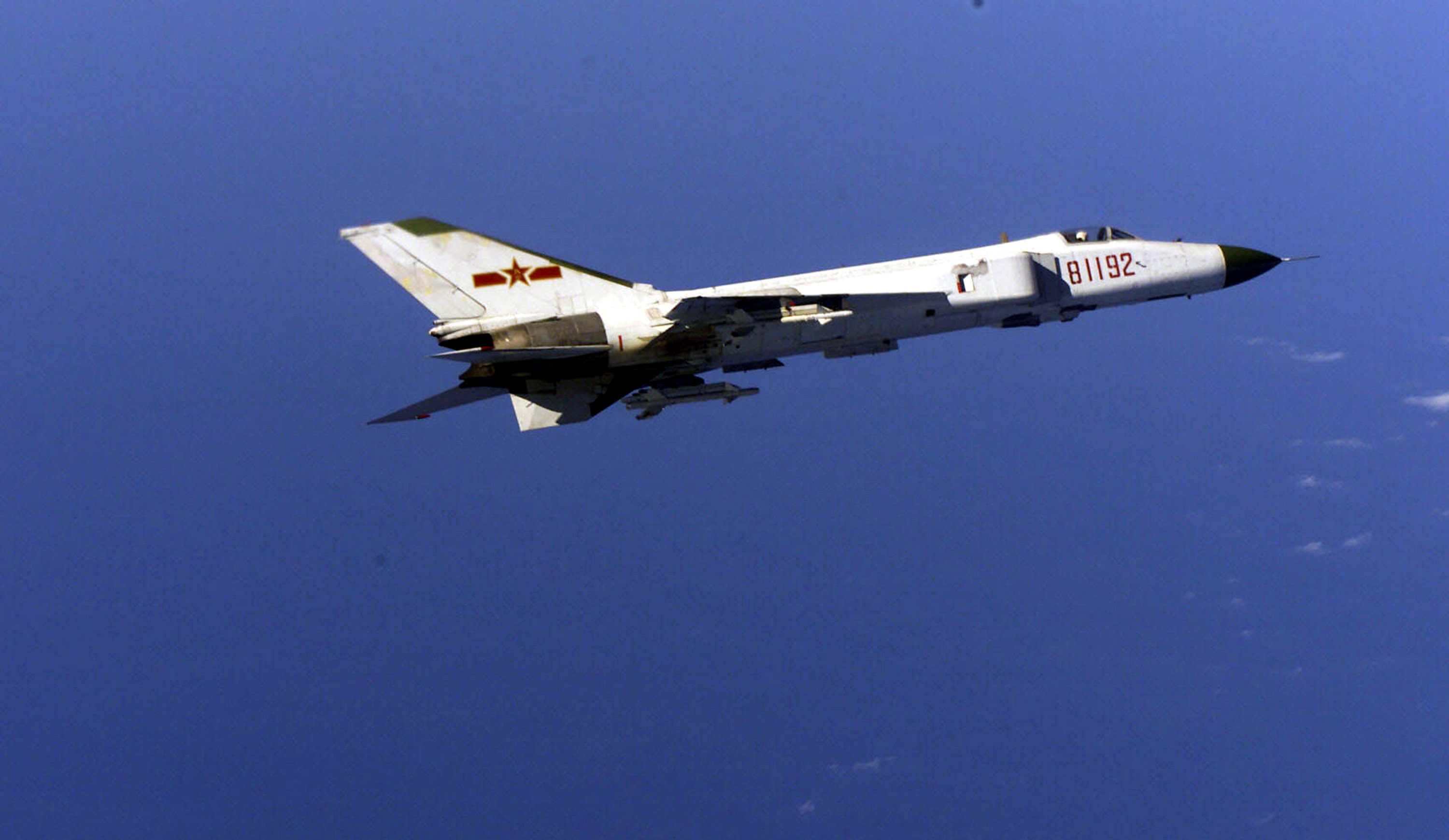
Chasseur F-8 de l'aéronavale de la RPC.

Encore sous l'influence des cadres militaires occidentaux lors de la guerre sino-japonaise, la Chine ne développe sa propre filière d'armement qu'à compter de la république populaire ; les crédits militaires sont motivés par l'opposition avec la Chine nationaliste.
Après avoir longtemps construit des armes d'origine soviétique (sous licence ou non) en grande quantité pour l'Armée populaire de libération, la Chine commence à produire des armes évoluées, surtout en collaboration avec la Russie, mais également avec l'Ukraine, la France ou Israël. Elle réalise des programmes d'armement avec le Pakistan grâce à leurs excellentes relations.
Son CMI est actuellement le plus gros employeur mondial du secteur. La seule société Norinco compte donc davantage d'employés que l'ensemble du CMI des États-Unis, mais sa productivité est beaucoup plus faible que celle de ses concurrents. En 2004, le budget de la Défense représente, selon la CIA, 4,3 % du produit national brut (PNB).
La Chine a exporté des armements tactiques (fusil d'assaut, artillerie), ainsi que des copies de missiles et d'avions soviétiques anciens (par exemple des Chengdu J-7, dérivés du MiG-21) vers des pays en voie de développement ne pouvant payer d'armes sophistiquées, ou étant sous embargo (Soudan, Iran, etc.).
Mais la situation évolue rapidement, en raison de l'émergence d'industries de haute technologie dans ce pays, notamment grâce à l'achat de brevets et de licences occidentales et russes et en 2019, ce pays compte huit entreprises dans le Top 25 du secteur de la Défense.

### France
La ville de Saint-Étienne fut rebaptisée « Armeville » pendant la Révolution française et sa Manufacture d'armes fut dès lors le point d'approvisionnement des armées de la jeune République française. Elle équipa l'armée française pendant la Première Guerre mondiale, fabricant fusils Lebel et canons de 75 mm.
Cette tradition de production industrielle à usage militaire se poursuivit dans la région jusqu'à l'implantation de la production du char léger dans la région, à Saint-Chamond, filière en cours d'abandon.
Durant la Première Guerre mondiale, le nombre d’ouvriers dans l’industrie de l’armement passe de 50 000 en 1914 à 1 700 000 en 1918. Après la Seconde Guerre mondiale, les emplois directs dans le secteur industriel de la défense ont culminé à 310 000 en 1982 et sont depuis en baisse constante.
L'industrie de l'armement est composée aujourd'hui de sociétés distinctes et rationalisées, orientées sur un objectif de pôle de compétitivité dans les ventes d'armes dans le monde. Elle n'est plus entièrement autonome, ne produisant plus, entre autres, de munitions de petit calibre et de fusils d’assaut depuis la fin des années 1990.

### Turquie
L’industrie de la défense nationale turque est en constante évolution, notamment avec des projets pour l’armée de terre, la marine et l'armée de l'air turques.
Les exportations de l'industrie de la défense nationale turque pour 2009 ont atteint les 669 millions de dollars et devraient augmenter davantage les prochaines années, le chiffre d'affaires de l'industrie de défense turque en 2009 était 2 319 milliards de dollars, presque le même qu'en 2008.